# NGC 3895
NGC 3895 este o liner situată în constelația Ursa Mare. A fost descoperită în 18 martie 1790 de către William Herschel. Se află la o distanță de 49,32 de megaparseci de Pământ.